# Euporus similis
Euporus similis là một loài bọ cánh cứng trong họ Cerambycidae.